# Egmond aan den Hoef
Egmond aan den Hoef is een dorp in de gemeente Bergen, in de Nederlandse provincie Noord-Holland. In de volksmond wordt het dorp ook De Hoef genoemd en de inwoners Hoevers. Er zijn drie plaatsen waarin de naam Egmond voorkomt, samen De Egmonden genoemd. Ze liggen dicht bij elkaar en behoren tot dezelfde gemeente. De andere twee zijn Egmond aan Zee en Egmond-Binnen.

## Ligging

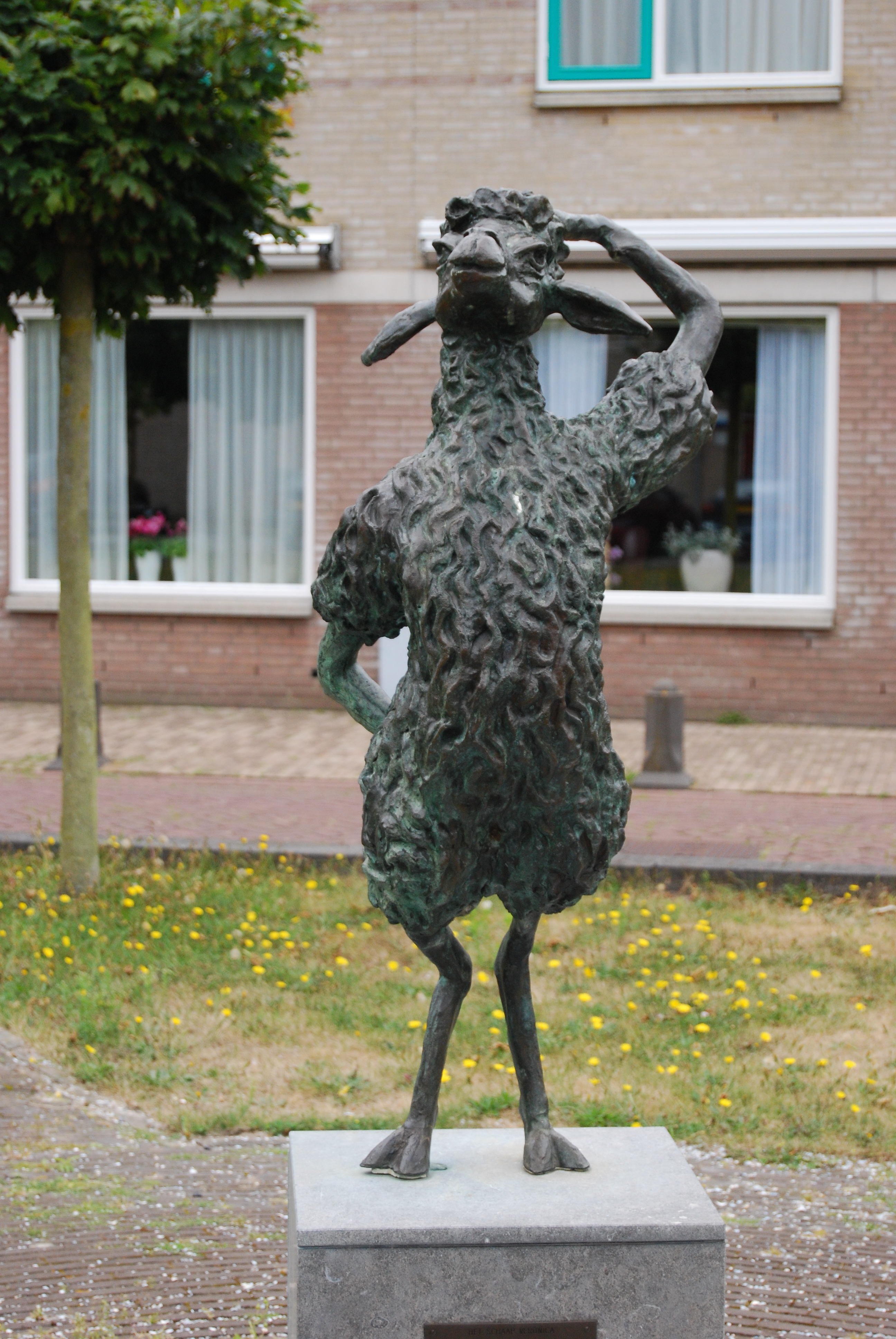
Het Schaap Veronica, in de volksmond ook wel de koperen groet, beeld door Frank Rosen in Egmond aan den Hoef (Hanswijk), ter ere van Wim Bijmoer, illustrator (1914-2000)

Egmond aan den Hoef is gelegen ten (zuid)westen van Alkmaar, aan de rand van de duinen, tussen Egmond aan Zee en het poldergebied Egmondermeer op gemiddeld 1,50 meter boven zeeniveau. Het dorp is per auto te bereiken door de Egmondermeer via de N512 vanaf Alkmaar, langs de duinen via de N512 vanaf Castricum en Egmond-Binnen, langs de duinen via de N511 vanaf Bergen, en ten slotte vanaf Heiloo. Het dichtstbijzijnde treinstation is Station Heiloo (4,5 km). Egmond aan den Hoef is per bus bereikbaar vanaf Station Alkmaar.
De afstand tot het strand van Egmond aan Zee is ongeveer anderhalf à twee kilometer. De buurtschappen Wimmenum en Het Woud liggen ten noorden van Egmond aan den Hoef, aan de weg naar Bergen. De buurtschap Rinnegom ligt ten zuiden van Egmond aan den Hoef, aan de weg naar Egmond-Binnen en Castricum.

## Natuur
De duinen bij Egmond in het Noordhollands Duinreservaat verschillen van het duingebied rond Bergen en de Schoorlse duinen. De duinen bij Egmond zijn opener en 'blonder' en het zand is kalkrijker. Dit is te zien aan de vegetatie: veel blauwe zeedistel, duindoorn en dauwbraam. Het kalkrijke duinwater vormt op veel plaatsen poelen met rijke populaties padden (o.a. de rugstreeppad) en salamanders. Beroemd is het zeedorpenlandschap in de duinen ten noorden van de weg tussen Egmond aan den Hoef en Egmond aan Zee. Dit landschap bestaat uit een netwerk van akkertjes die uitgegraven zijn in de duinpannen.
Het gebied wordt veel gebruikt voor recreatie en toerisme: wandelen, fietsen, paardrijden, strandvermaak en vakantieverblijf. In het voorjaar kan worden genoten van bloeiende bollenvelden.

## Bevolking
Egmond aan den Hoef had per 1 januari 2023 3.630 inwoners. De leeftijdsklasse van 50-59 jarigen was op 1 januari 2017 met 646 de grootste. Het dorp is overwegend rooms-katholiek.

## Geschiedenis

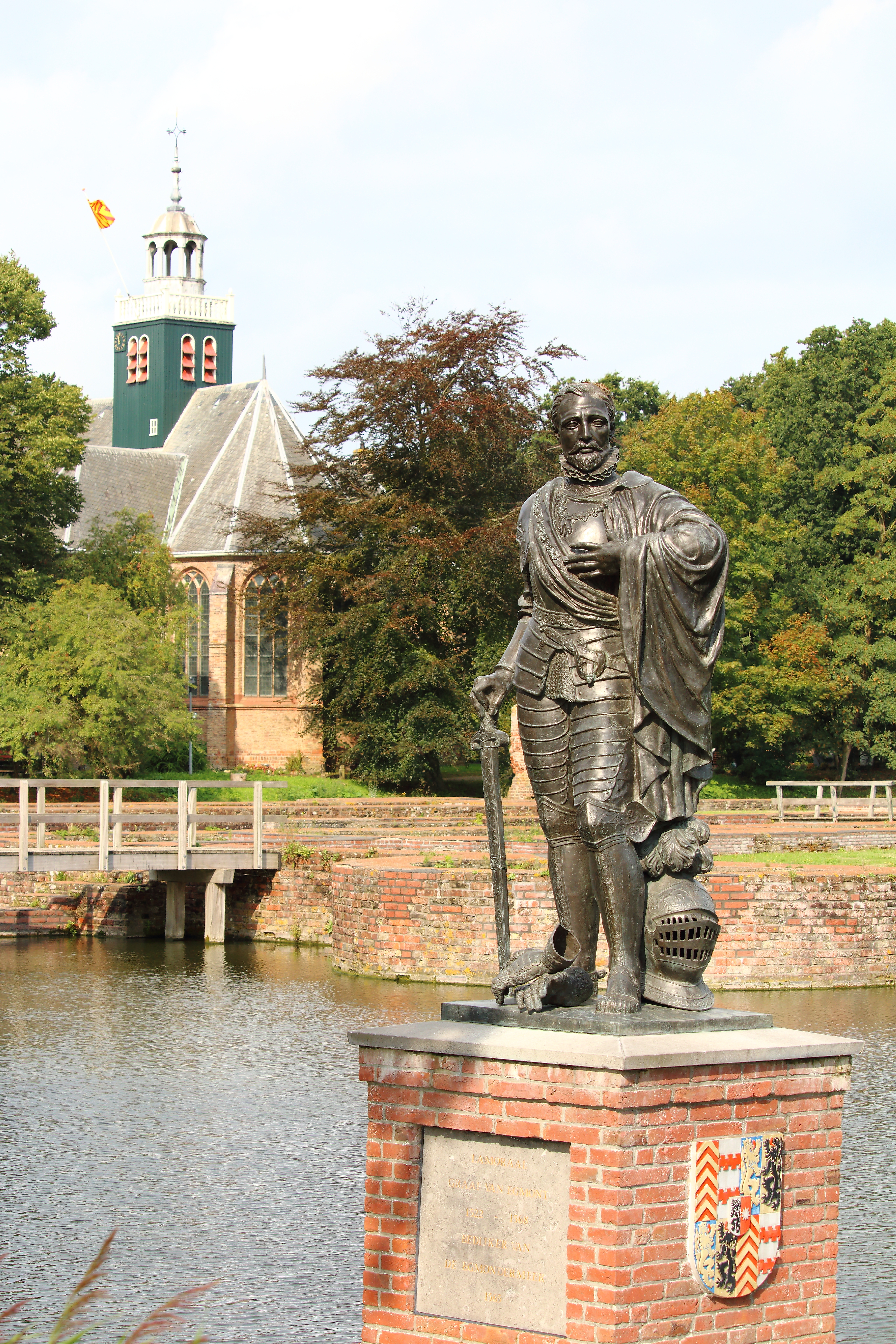
De restanten van het Slot op den Hoef (kasteel Egmond), met op de achtergrond de 13e-eeuwse slotkapel die in de 17e eeuw volledig werd gerestaureerd, en op de voorgrond Lamoraal van Egmont, een bronzen standbeeld op een sokkel in de slotgracht

Men heeft wel gedacht dat de benaming Egmond zou verwijzen naar de monding van een watertje Egg of Egge dat ter hoogte van de Egmonden in de zee uitmondde. Mogelijk was dit dan een zijtak van de Rekere of zelfs van het IJ. Ook zou de benaming mogelijk verwijzen naar het adellijke huis Egmont. Minder waarschijnlijk wordt geacht dat het verwijst naar persoonsnamen Egge of Egmund.
Moderne toponymie gaat echter uit van het begrip heeg-munde, dat 'omheinde sterkte' betekent en zo een relatie legt naar de oude graven van Holland en West-Friesland voor wie Egmond een van de steunpunten van hun gezag was. Dit lijkt een plausibeler verklaring voor de naam die al sinds de 10de eeuw voorkomt in bronnen.
De oudste verwijzing naar Egmond aan den Hoef zou de Huvi zijn in 889. Maar of daadwerkelijk hiermee Egmond aan den Hoef wordt bedoeld is niet geheel meer te achterhalen. Het beroemde riddergeslacht huis Egmont heeft zich hier in de middeleeuwen gevestigd op een grote boerderij (hoeve) ten noorden van de abdij van Egmond. Rondom de hoeve ontwikkelde zich langzaam een dorp en het Slot op den Hoef. In 1573 komt de plaats voor als De Hoeff tho Egmonde en in 1745 als Egmondt opde Hoef.
In Egmond aan den Hoef bevinden zich de resten van het Slot op den Hoef (met Slotkapel), tegenwoordig ook wel Kasteel Egmond genoemd. Het eerste kasteel werd in de elfde eeuw gebouwd, en werd rond 1205 verwoest. Het werd herbouwd en versterkt, maar werd in de veertiende eeuw opnieuw verwoest, waarna het nogmaals herbouwd werd. In 1573 werd het verwoest door de Geuzen onder leiding van Diederik Sonoy. Het kasteel, dat eerst nog gedeeltelijk bewoonbaar was, werd in 1798 verkocht voor de sloop, met uitzondering van de Rentmeestertoren. Ruim dertig jaar later viel ook deze toren onder de slopershamer, op het fragment na dat er nu nog staat. De fundamenten van het slot Egmond zijn in de jaren dertig van de 20e eeuw opgemetseld in het kader van een werkgelegenheidsproject. Ze zijn samen met het restant van de Rentmeestertoren, omgeven door de slotgracht, nog te bezichtigen in Egmond aan den Hoef. Sinds 1997 staat in de slotgracht ook een standbeeld van Lamoraal van Egmont, een kopie van de Egmontstandbeelden in de Vlaamse 'Egmontstad' Zottegem. Het slot komt verder voor als achtergrond in de gelijknamige roman geschreven door Cornelis Johannes Kieviet. Naast de fundamenten bevindt zich bezoekerscentrum Huys Egmont.
In 1978 zijn de drie Egmonden samengevoegd tot de gemeente Egmond. Sinds 1 januari 2001 behoort de voormalige gemeente Egmond, en dus ook Egmond aan den Hoef, tot de gemeente Bergen.
Sinds 2006 wordt in Egmond aan den Hoef jaarlijks een kortebaandraverij verreden op de Herenweg.

## Bezienswaardigheden

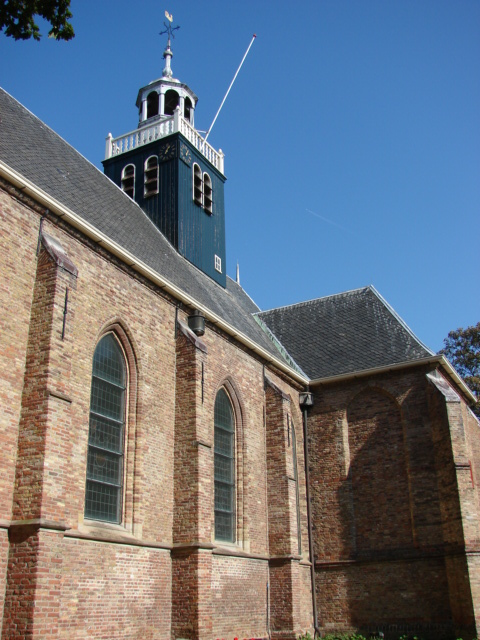
Slotkapel Egmond aan den Hoef

Naast de restanten van het kasteel Egmond met bezoekerscentrum Huys Egmont is ook de Slotkapel bezienswaardig. Het oudste deel hiervan stamt uit 1229. Het overgrote deel, onder andere het torentje, stamt uit de 17e eeuw, vanwege een grote restauratie in 1633. Elders in het dorp bevindt zich de katholieke Margarita Maria Alacoquekerk uit 1923, een ontwerp van Jan Stuyt. 
Egmond aan den Hoef heeft nog enkel fraaie stolpboerderijen die karakteristiek zijn voor het Noord-Hollandse landschap. Nabij het dorp ligt ook de Wimmenumer Molen die tot 1951 de enige bemaling was voor de Wimmenumer polder.
Een deel van Egmond aan den Hoef is een beschermd dorpsgezicht. Verder zijn er in het dorp verschillende rijksmonumenten.
Brouwerij Egmond brouwt Sancti Adalberti-bieren.

## Wetenswaardigheden
In het begin van de twintigste eeuw was er in Egmond aan den Hoef een Amerikaanse schilderskolonie gevestigd. Onder meer de kunstenaars Gari Melchers en George Hitchcock hebben een tijdje in Egmond aan den Hoef gewoond en geschilderd. Andere bekende oud-inwoners zijn onder meer de Franse filosoof René Descartes, Isaac le Maire, vaak gezien als de belangrijkste mede-oprichter van de V.O.C., en Nicolaes Witsen, oud-burgemeester van de gemeente Amsterdam.
René Descartes heeft verschillende keren verbleven in Egmond aan den Hoef, in ieder geval in 1643-1644. Gedurende zijn verblijf onderhield hij een correspondentie met Elisabeth van de Palts. Van hem is de uitspraak bekend: Egmond is een mooie plaats om te wonen, want je vijanden zullen je er niet zoeken, en je vrienden kunnen je er uitstekend vinden.

## Bekende personen uit Egmond aan den Hoef
- Lamoraal van Egmont (1522-1568), graaf
- Isaac le Maire (1558-1624), oprichter VOC
- René Descartes (1596-1650), filosoof
- Nicolaes Witsen (1641-1717), burgemeester van Amsterdam
- George Hitchcock (1850-1913), kunstenaar
- Gari Melchers (1860-1932), kunstenaar
- Everhard Spelberg (1898-1968), predikant en omroeppionier
- Wim Bijmoer (1914-2000), illustrator
- Rob Scholte (1958), kunstenaar
- Philip Hopman  (1961), illustrator
- Teun de Nooijer (1976), hockeyinternational